# Плювальниця

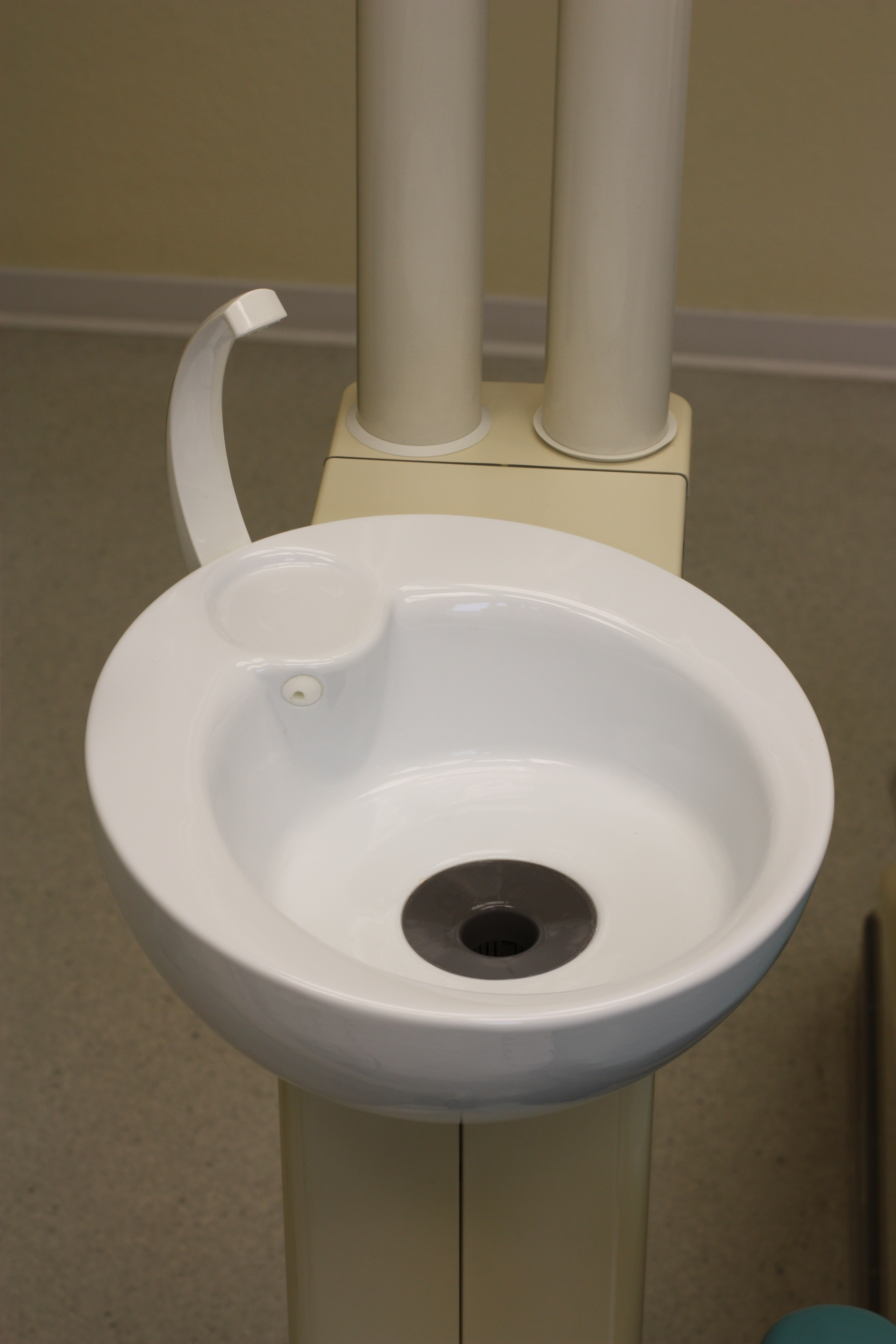
Сучасна стоматологічна плювальниця

Плювальниця — посудина, призначена для спльовування. Широко використовувалися в минулому, в основному людьми, які вживали жувальний тютюн або тютюн, який закладається за губу . В даний час використовується в основному в стоматології (або в загальномедичній практиці для збирання мокротиння, а також дегустаторами вина  та кави .

## Історія

### Китай
У Китаї, в часи Імперії Цін, золота плювальниця була неодмінним атрибутом на головних імператорських церемоніях. З 1949 року плювальниці в Китаї стали буденним явищем, вони встановлювалися усюди, не тільки на вулиці, в громадських місцях, а й удома. Це було зроблено з метою пропаганди гігієни, так як на той час у китайців глибоко вкоренилася звичка плювати на підлогу. Плювальницю активно використовував навіть лідер Китаю Ден Сяопін, в тому числі під час заходів, які широко висвітлювалися світовими ЗМІ . Це викликало глузування в світі і можливо тому з кінця 1980-х років почалося масове зникнення плювальниць з громадських місць.

### США
У США плювальниці були широко поширені в кінці XIX століття. Вони встановлювалися в барах, публічних будинках, салунах, готелях, магазинах, банках, на залізничних станціях та в інших місцях, де збиралися чоловіки. У той час в США також було прийнято спльовувати на підлогу, на вулиці, в ряді місць були навіть прийняті закони, що забороняють плювати в громадському місці інакше ніж в плювальницю. Поширення плювальниць широко підтримувала «Анти-туберкульозна ліга». На початку XX століття в побут увійшли переносні плювальниці: невеликого розміру з кришкою. Також існували «залізничні плювальниці», які можна було взяти з собою в поїздку .
Після епідемії іспанського грипу в 1918-1919 роках почалося масове зникнення плювальниць з громадських місць, так як це було визнано негігієнічним. З продажу почав зникати жувальний тютюн, який замінили звичайні цигарки і жувальна гумка.
В даний час кілька дюжин плювальниць встановлені в Сенаті США: вони не використовуються, будучи даниною традиції .
Одна з найбільших колекцій плювальниць в світі знаходиться в місті Дарем (Північна Кароліна).

## Галерея

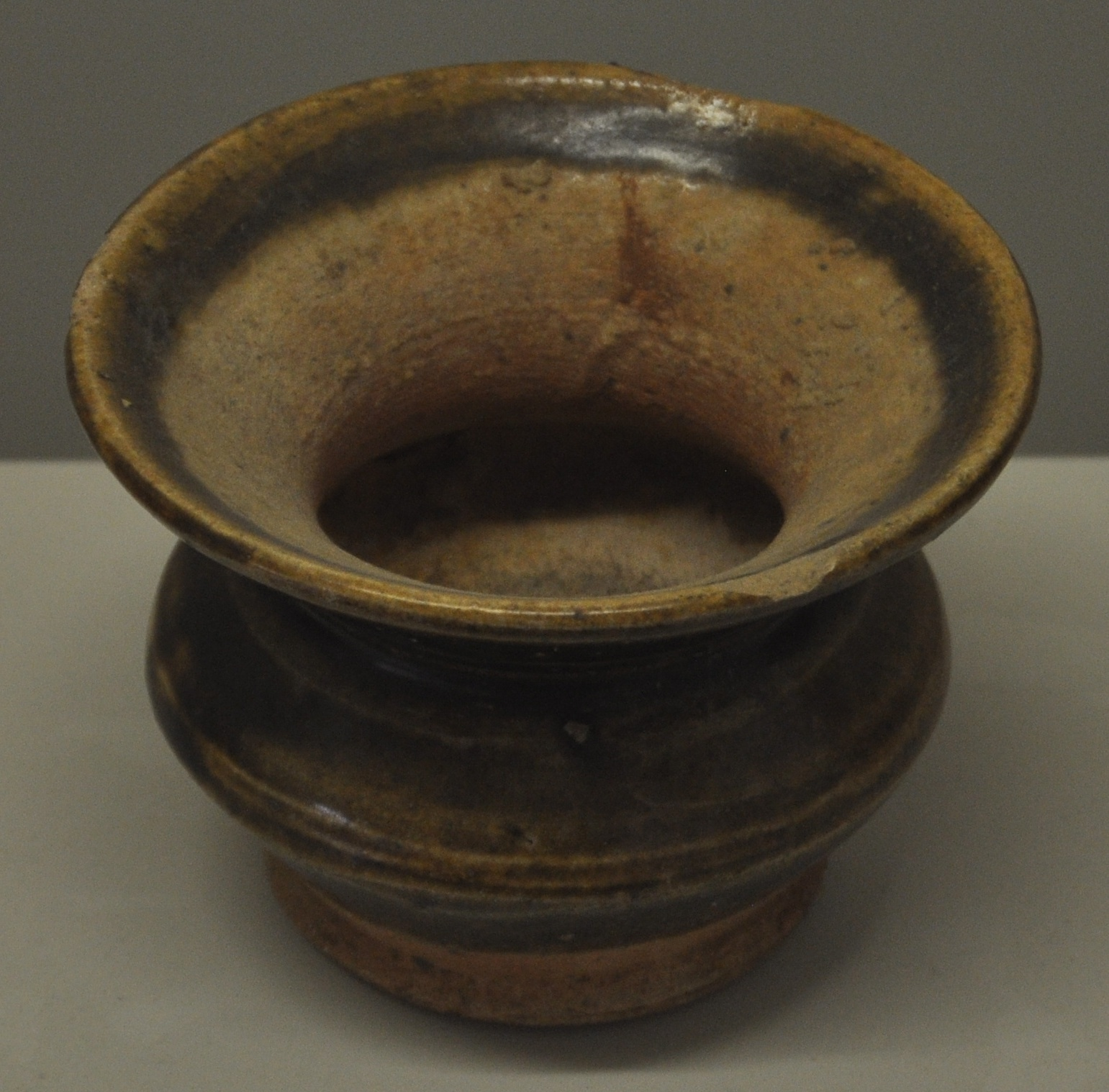
В'єтнамська (Чампа) плювальниця, XIII або XIV століття
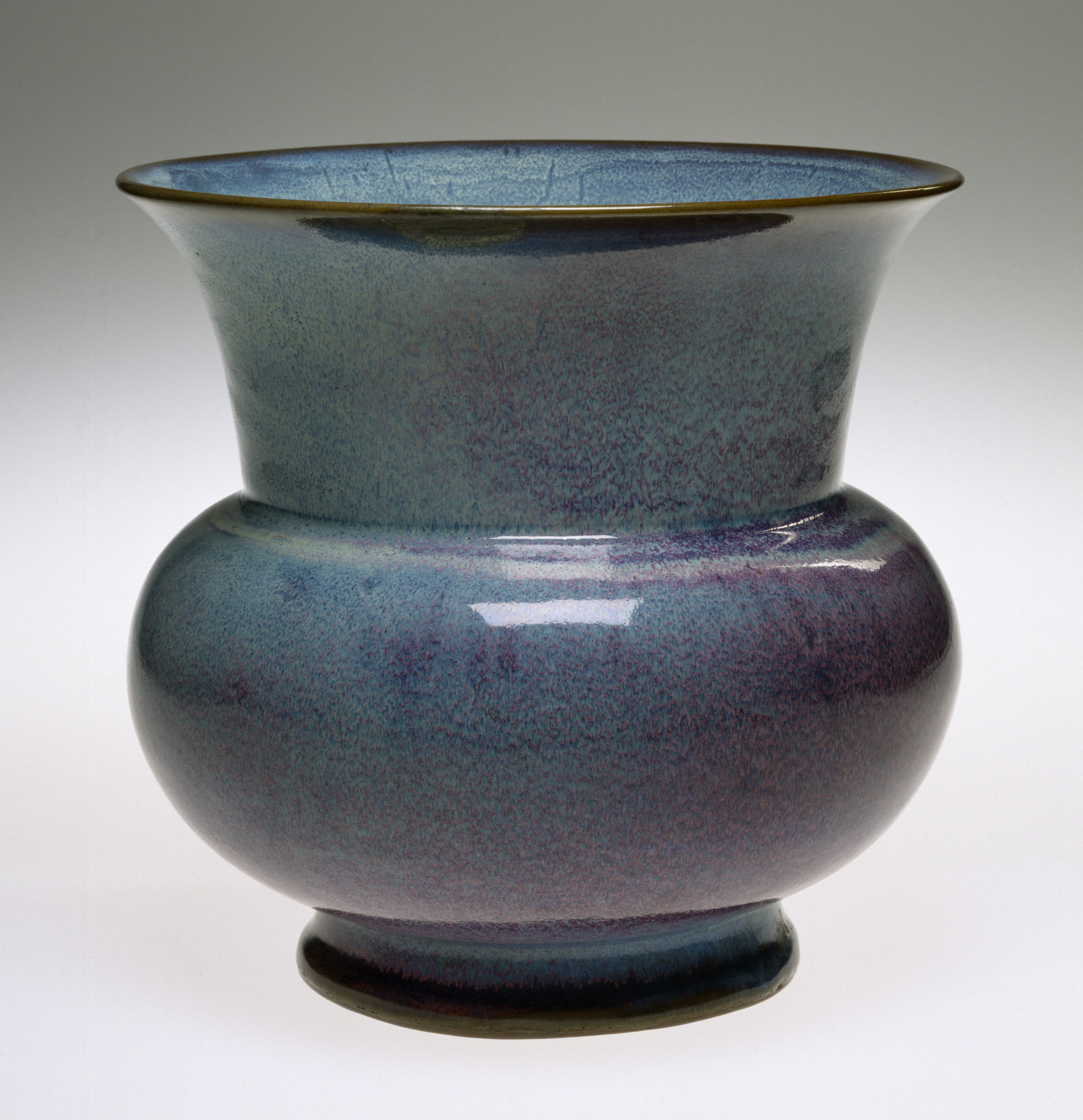
Китайська плювальниця, XIV-XVII століття
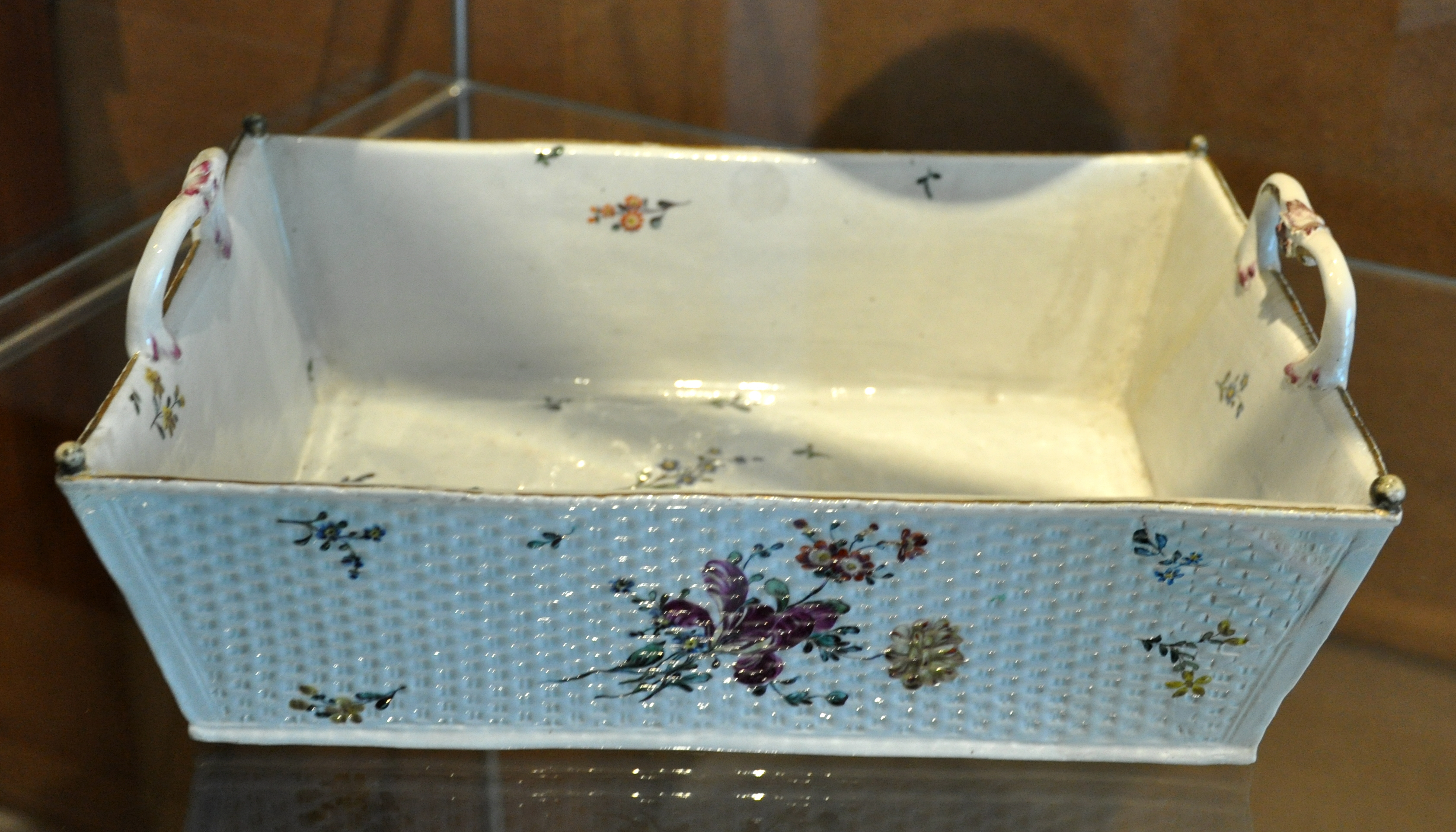
Німецька плювальниця, 1773 рік
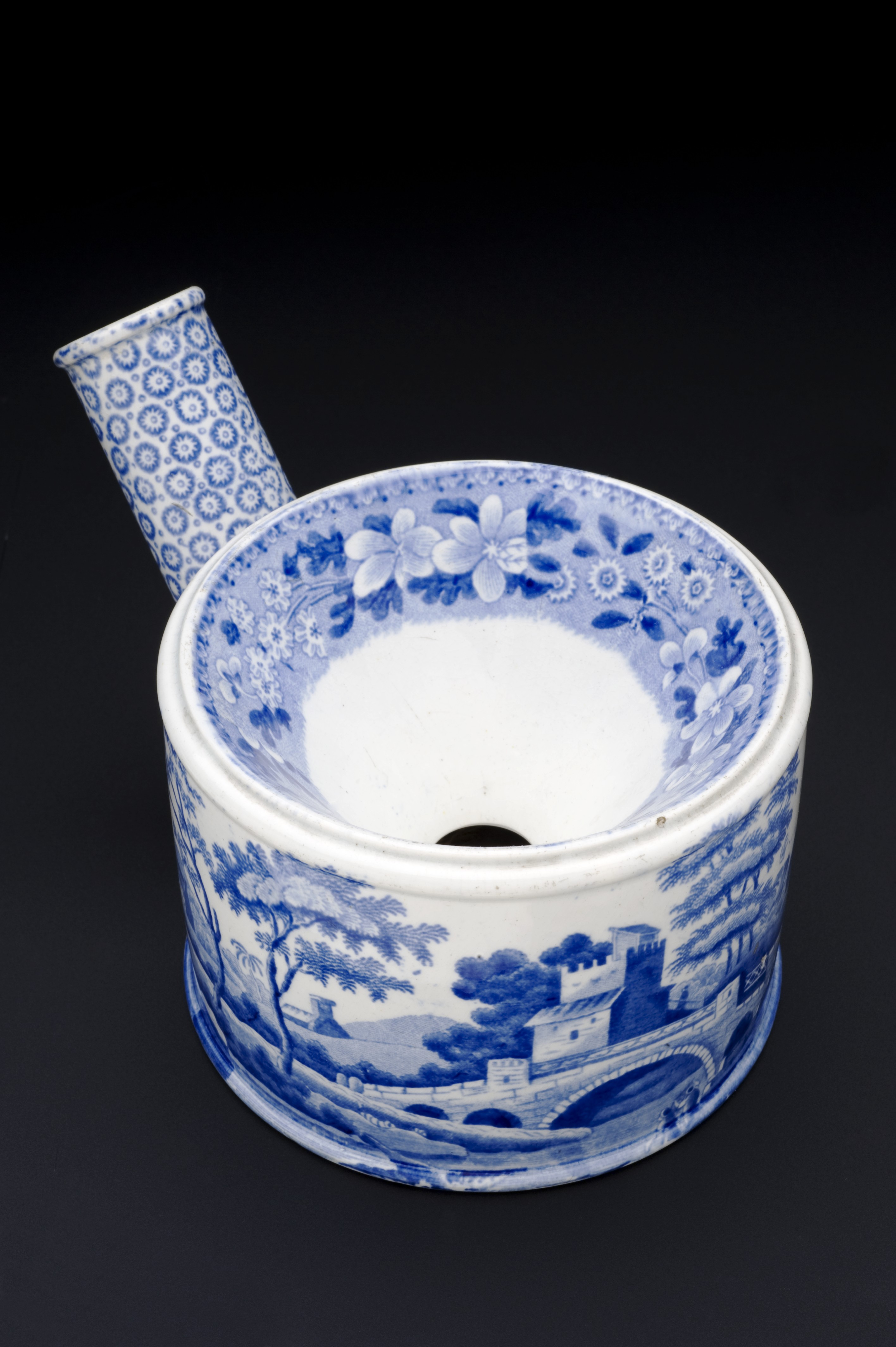
Англійська плювальниця, 1800-ті
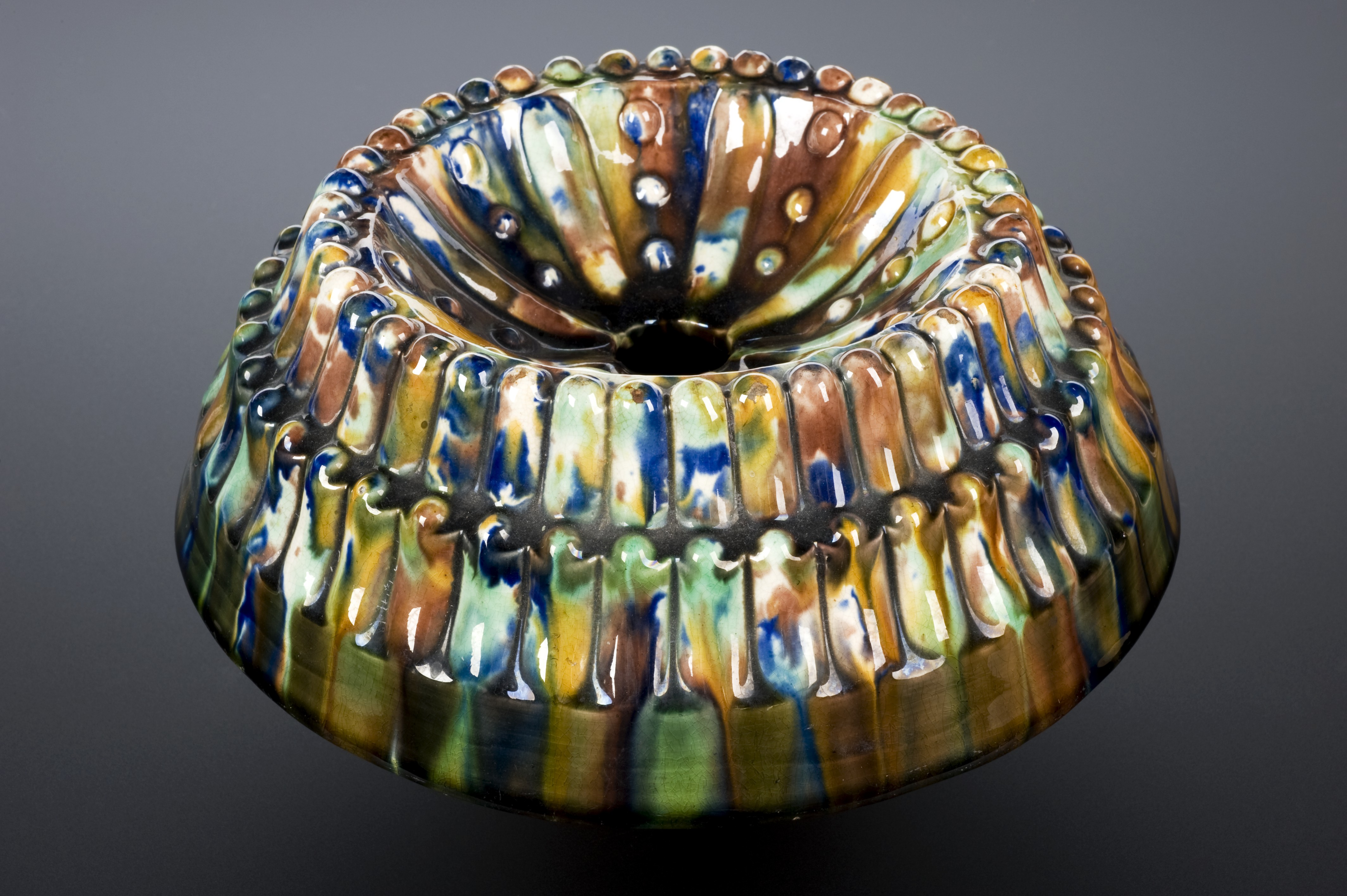
Європейська плювальниця, XVIII чи XIX століття
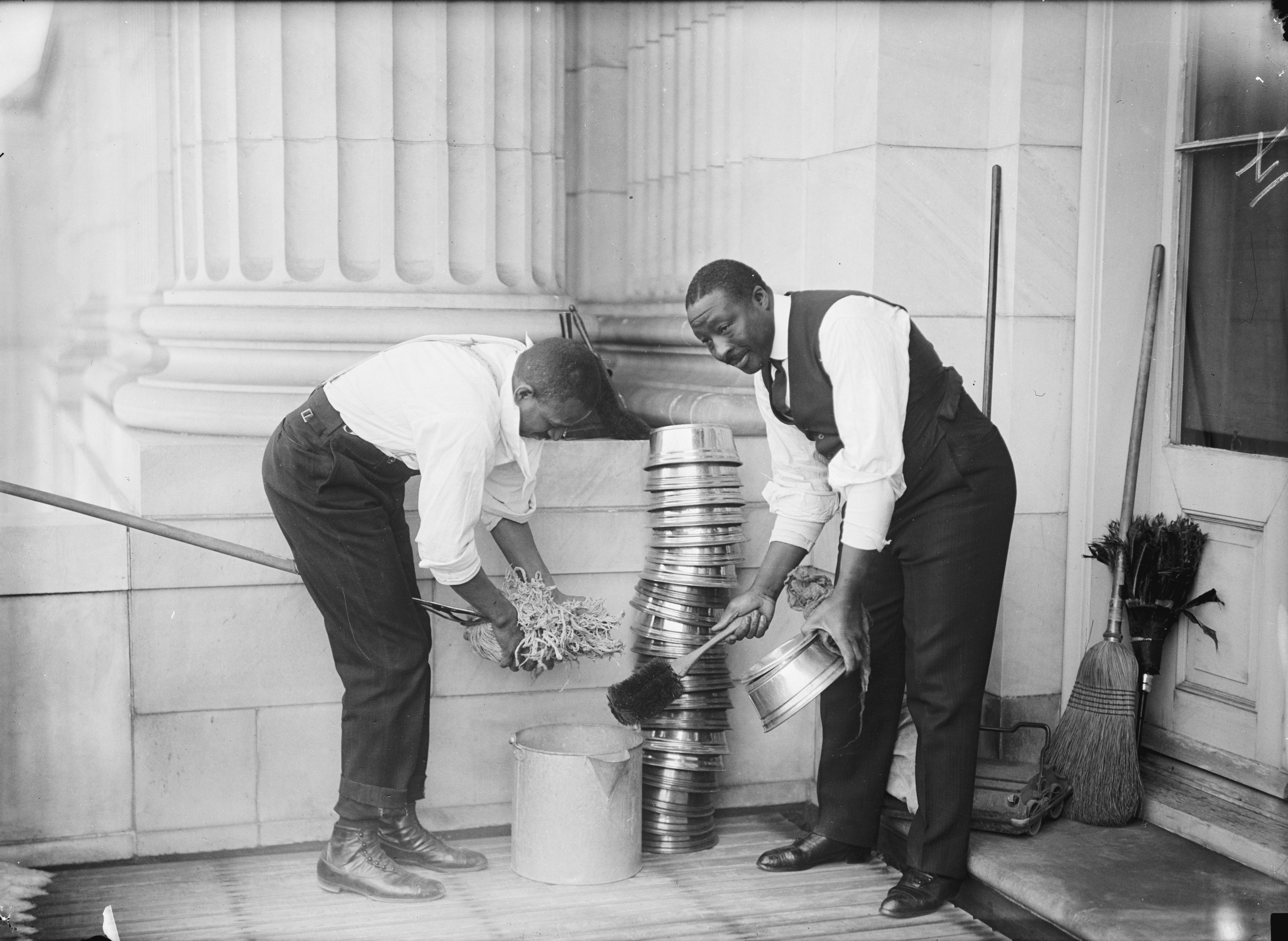
Чищення плювальниць в вашингтонському Капітолії, 1914 рік
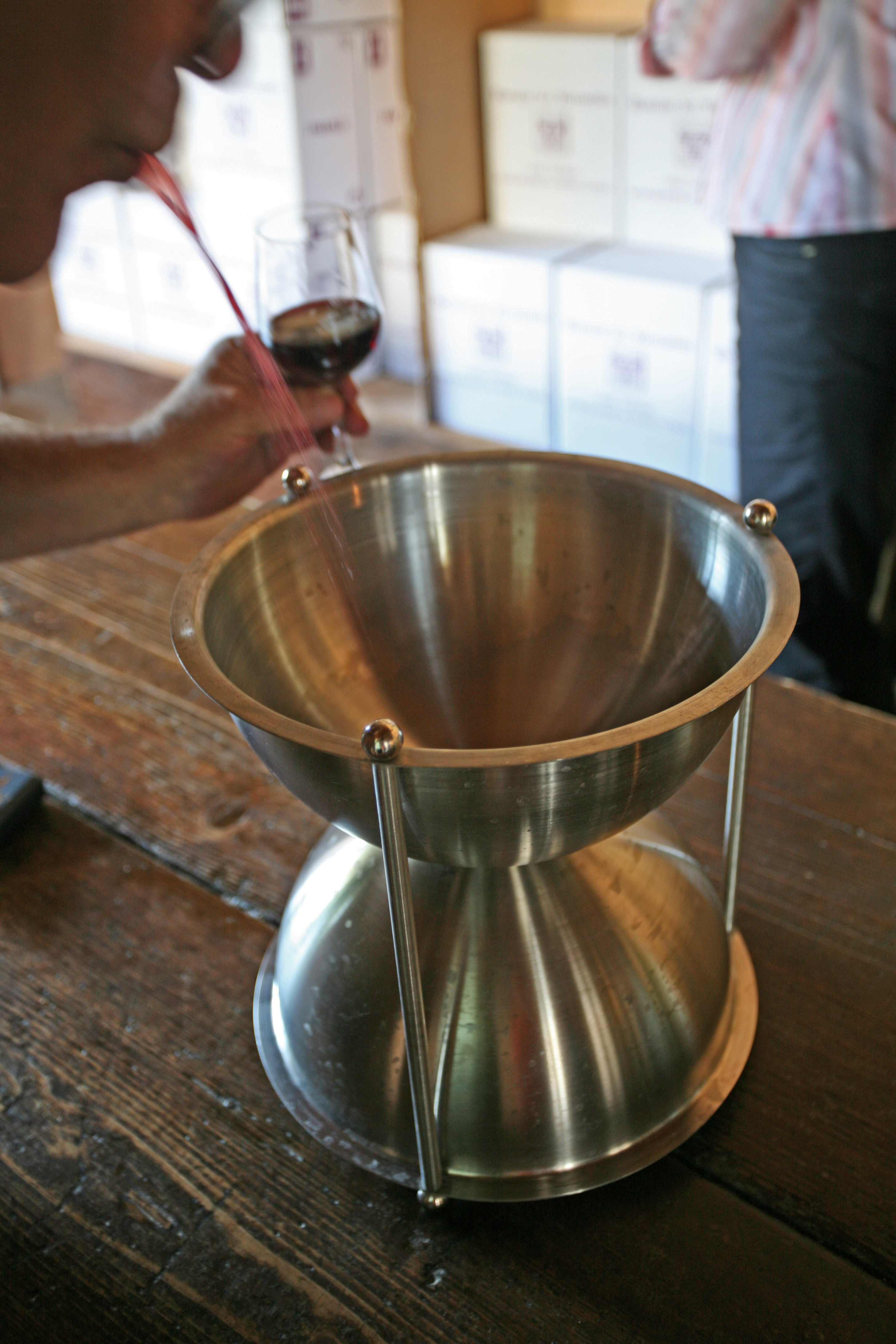
Плювальниця дегустаторів вина
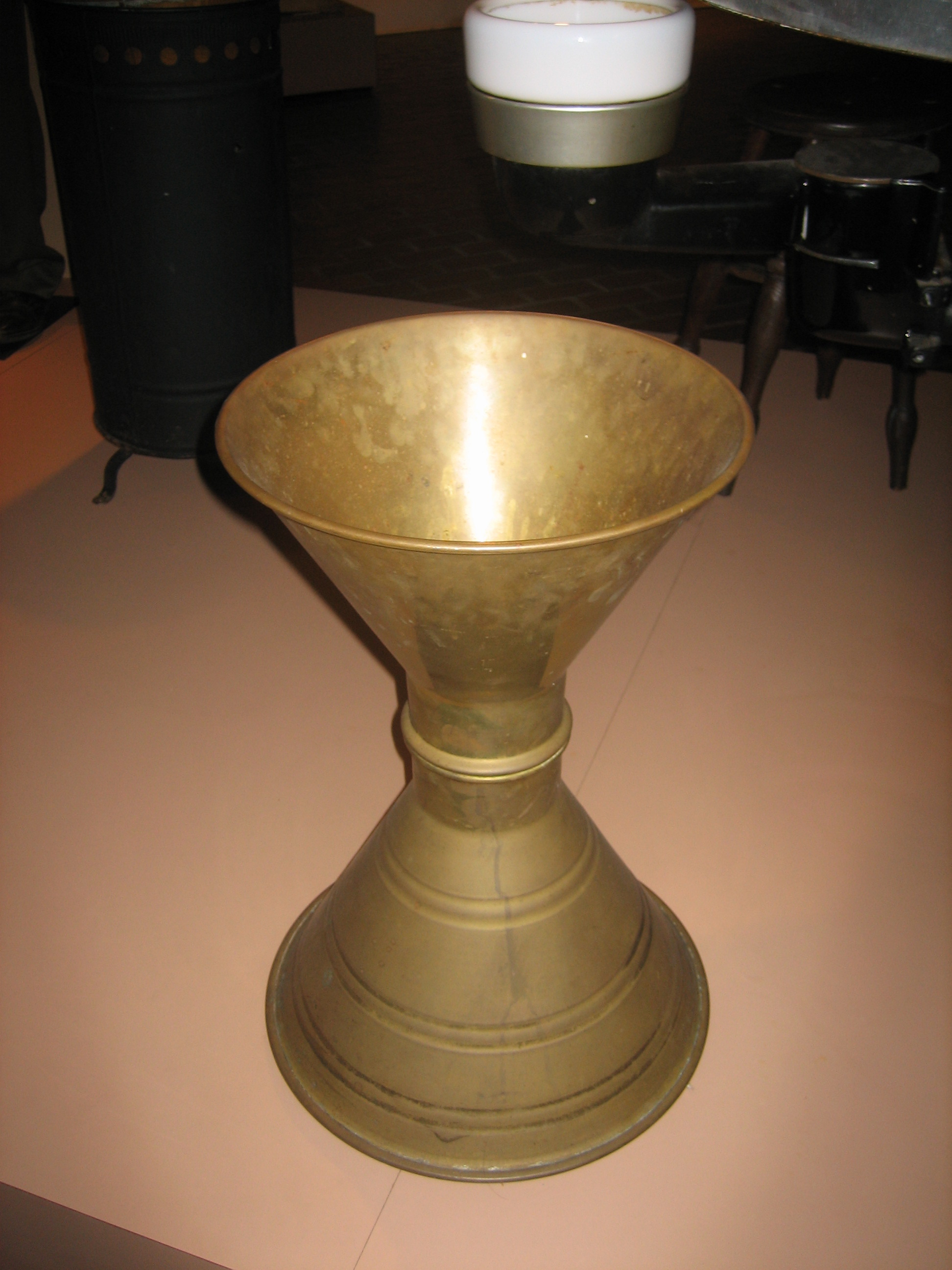
Плювальниця дегустаторів кави
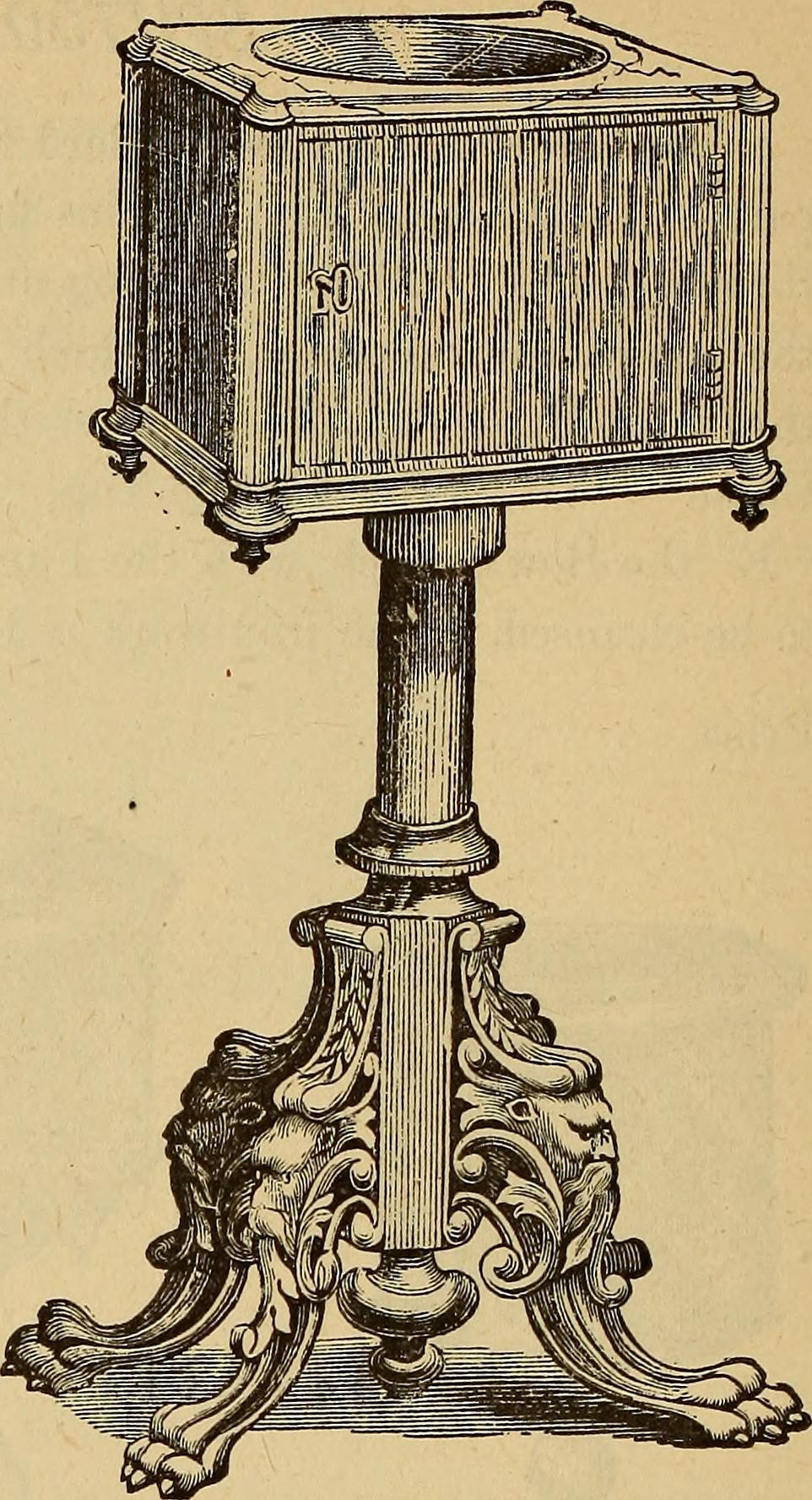
Стоматологічна плювальниця, 1876 рік